# Solaković
Solaković är en ort i Bosnien och Hercegovina.   Den ligger i entiteten Federationen Bosnien och Hercegovina, i den centrala delen av landet, 18 km väster om huvudstaden Sarajevo. Solaković ligger 564 meter över havet och antalet invånare är 224.
Terrängen runt Solaković är huvudsakligen lite kuperad. Solaković ligger nere i en dal. Runt Solaković är det ganska tätbefolkat, med 93 invånare per kvadratkilometer.. Närmaste större samhälle är Sarajevo, 18,2 km öster om Solaković. 
Omgivningarna runt Solaković är en mosaik av jordbruksmark och naturlig växtlighet.